# Speedski-Weltcup 2020
Der Speedski-Weltcup 2020 begann am 1. Februar 2020 in Vars (Frankreich) und endete vorzeitig am 12. März 2020 aufgrund der COVID-19-Pandemie.
Sowohl bei den Herren als auch bei den Damen waren bei Saisonbeginn je neun Rennen an fünf Orten geplant. Parallel zum Weltcup wurde mit der Klasse S1 wird auch wieder ein FIS-Rennen Wettbewerb für alle Speedski-Klassen, von S1, S2 (ehemals SDH (Speed Downhill)) und S2 Junior, an den gleichen Orten ausgetragen. Ergänzt werden sollte diese Rennserie um ein Event in Andermatt (Schweiz) Ende April. Ursprünglich sollte der Weltcup mit dem Weltcupfinale in Grandvalira / Grau Roig (Andorra) vom 3. bis 4. April 2020 enden. Jedoch wurden wegen der Ausbreitung des Corona-Viruses neben dem Weltcupfinale auch das Rennen in Formigal abgesagt.
Bei den Herren verteidigten Simone Origone aus Italien seinen und bei den Damen die Schwedin Britta Backlund ihren Titel aus dem Vorjahr.

## Weltcupwertung
| Rang | Athlet           | Punkte |
| ---- | ---------------- | ------ |
| 1    | Simone Origone   | 600    |
| 2    | Simon Billy      | 440    |
| 3    | Manuel Kramer    | 330    |
| 4    | Ivan Origone     | 269    |
| 5    | Jan Farrell      | 249    |
| 6    | Mikhail Shumilin | 247    |
| 7    | Carl Ribbegardh  | 161    |
| 8    | Radim Palan      | 143    |
| 9    | Hugo Portal      | 140    |
| 10   | Mats Abrahamsson | 138    |

| Rang | Athletin            | Punkte |
| ---- | ------------------- | ------ |
| 1    | Britta Backlund     | 600    |
| 2    | Valentina Greggio   | 405    |
| 3    | Lisa Hovland-Udén   | 360    |
| 4    | Célia Martinez      | 300    |
| 5    | Hanna Matslofva     | 290    |
| 6    | Clea Martinez       | 255    |
| 7    | Alicia Storner      | 208    |
| 8    | Mathilda Persson    | 140    |
| 9    | Lisa Fournet Fayard | 97     |
| 10   | Nicoline Nielsen    | 90     |

## Podestplatzierungen Herren
| Datum      | Ort                           | 1. Platz                                              | 2. Platz                                              | 3. Platz                                              |
| ---------- | ----------------------------- | ----------------------------------------------------- | ----------------------------------------------------- | ----------------------------------------------------- |
| 01.02.2020 | Vars (FRA)                    | Simone Origone                                        | Simon Billy                                           | Bastien Montes                                        |
| 02.02.2020 | Vars (FRA)                    | Abgesagt. Ersatzrennen am 5. März 2020 in Idre (SWE). | Abgesagt. Ersatzrennen am 5. März 2020 in Idre (SWE). | Abgesagt. Ersatzrennen am 5. März 2020 in Idre (SWE). |
| 13.02.2020 | Salla (FIN)                   | Simone Origone                                        | Manuel Kramer                                         | Simon Billy                                           |
| 14.02.2020 | Salla (FIN)                   | Simone Origone                                        | Simon Billy                                           | Manuel Kramer                                         |
| 05.03.2020 | Idre (SWE)                    | Simone Origone                                        | Manuel Kramer                                         | Simon Billy                                           |
| 06.03.2020 | Idre (SWE)                    | Simone Origone                                        | Simon Billy                                           | Manuel Kramer                                         |
| 07.03.2020 | Idre (SWE)                    | Simone Origone                                        | Simon Billy                                           | Ivan Origone                                          |
| 15.03.2020 | Formigal (ESP)                | Aufgrund der COVID-19-Pandemie abgesagt.              | Aufgrund der COVID-19-Pandemie abgesagt.              | Aufgrund der COVID-19-Pandemie abgesagt.              |
| 03.04.2020 | Grandvalira / Grau Roig (AND) | Aufgrund der COVID-19-Pandemie abgesagt.              | Aufgrund der COVID-19-Pandemie abgesagt.              | Aufgrund der COVID-19-Pandemie abgesagt.              |
| 04.04.2020 | Grandvalira / Grau Roig (AND) | Aufgrund der COVID-19-Pandemie abgesagt.              | Aufgrund der COVID-19-Pandemie abgesagt.              | Aufgrund der COVID-19-Pandemie abgesagt.              |

## Podestplatzierungen Damen
| Datum      | Ort                           | 1. Platz                                              | 2. Platz                                              | 3. Platz                                              |
| ---------- | ----------------------------- | ----------------------------------------------------- | ----------------------------------------------------- | ----------------------------------------------------- |
| 01.02.2020 | Vars (FRA)                    | Britta Backlund                                       | Lisa Hovland-Udén                                     | Célia Martinez                                        |
| 02.02.2020 | Vars (FRA)                    | Abgesagt. Ersatzrennen am 5. März 2020 in Idre (SWE). | Abgesagt. Ersatzrennen am 5. März 2020 in Idre (SWE). | Abgesagt. Ersatzrennen am 5. März 2020 in Idre (SWE). |
| 13.02.2020 | Salla (FIN)                   | Britta Backlund                                       | Hanna Matslofva                                       | Valentina Greggio                                     |
| 14.02.2020 | Salla (FIN)                   | Britta Backlund                                       | Valentina Greggio                                     | Lisa Hovland-Udén                                     |
| 05.03.2020 | Idre (SWE)                    | Britta Backlund                                       | Valentina Greggio                                     | Célia Martinez                                        |
| 06.03.2020 | Idre (SWE)                    | Britta Backlund                                       | Valentina Greggio                                     | Hanna Matslofva                                       |
| 07.03.2020 | Idre (SWE)                    | Britta Backlund                                       | Lisa Hovland-Udén                                     | Valentina Greggio                                     |
| 15.03.2020 | Formigal (ESP)                | Aufgrund der COVID-19-Pandemie abgesagt.              | Aufgrund der COVID-19-Pandemie abgesagt.              | Aufgrund der COVID-19-Pandemie abgesagt.              |
| 03.04.2020 | Grandvalira / Grau Roig (AND) | Aufgrund der COVID-19-Pandemie abgesagt.              | Aufgrund der COVID-19-Pandemie abgesagt.              | Aufgrund der COVID-19-Pandemie abgesagt.              |
| 04.04.2020 | Grandvalira / Grau Roig (AND) | Aufgrund der COVID-19-Pandemie abgesagt.              | Aufgrund der COVID-19-Pandemie abgesagt.              | Aufgrund der COVID-19-Pandemie abgesagt.              |